# Éther (Livre de Mormon)
Pour les articles homonymes, voir Éther.
Éther est le nom d'un personnage et d'un livre du Livre de Mormon. Dans ce livre, Éther est un prophète jarédite.

## Livre d'Éther
Pour l'Église de Jésus-Christ des saints des derniers jours et ses membres, les Jarédites sont un peuple venu en Amérique après la destruction de la tour de Babel. C'est le plus ancien peuple cité dans le Livre de Mormon, les autres peuples étant les Néphites, les Lamanites et les Mulekites (en). Éther est de même, selon le Livre de Mormon, l'un des prophètes ayant vécu sur le continent nord-américain, les autres prophètes étant Nephi, Jacob, Enos, Jarom, Omni, Mormon et Moroni.
Le Livre d'Éther serait le récit de l'histoire des Jaredites rédigé par Éther. Contemporain du dernier roi des Jarédites, Coriantumr (en), Éther est le fils de Coriantor et le petit-fils du roi renversé Moron, tous deux maintenus en captivité jusqu'à la fin de leurs jours. Éther prophétise la disparition des Jarédites et l'installation d'un autre peuple sur le continent américain.

## Deseret

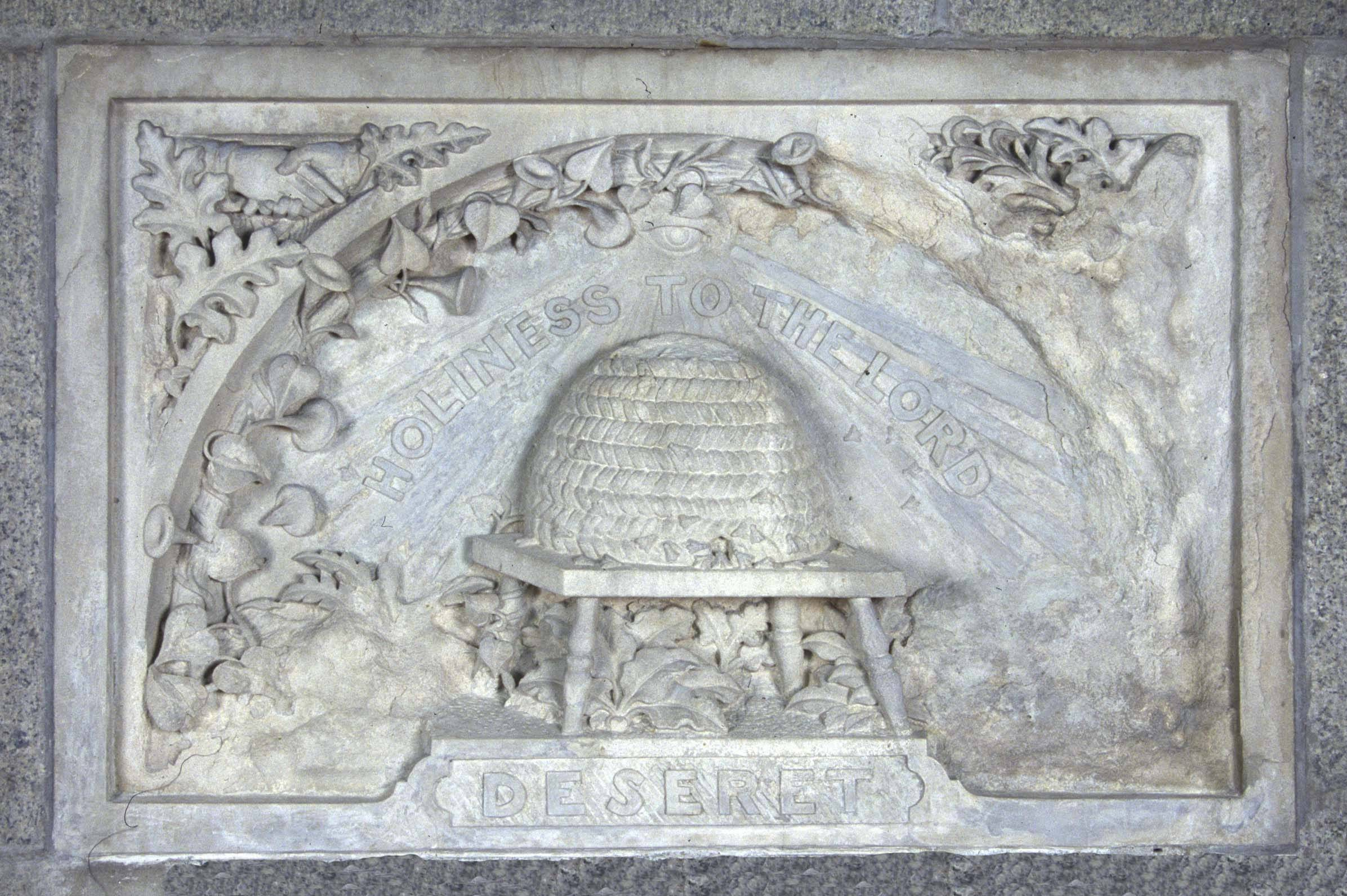
Ruche et Deseret sur le bloc offert en 1853 par l'Utah pour la construction du Washington Monument.

Ruche sur le sceau de l'Utah.

Le verset 2.3 du Livre d'Ether est à l'origine du mot Deseret au sens d'abeille. Les pionniers mormons reprennent ce nom en 1849 pour l'éphémère État du Deseret fondé par Brigham Young autour de Salt Lake City. Ni le nom, ni la très vaste extension territoriale souhaitée pour le nouvel État ne seront acceptés mais la ruche reste un symbole de l'Église et de l'État.
Le terme de Deseret est encore couramment utilisé par exemple dans le nom du journal Deseret News de Salt Lake City. La ruche figure au centre du sceau de l'Utah.